# Ruda (Pisz)
Ruda [pronunciación en polaco: /ˈruda/] (en alemán: Ruhden) es un pueblo ubicado en el distrito administrativo de Gmina Białun Piska, dentro del Condado de Pisz, Voivodato de Varmia y Masuria, en Polonia del norte. Se encuentra aproximadamente a 7 kilómetros al noroeste de Białun Piska, a 16 kilómetros al este de Pisz, y a 101 kilómetros al este de la capital regional Olsztyn.
Antes de 1945, el área fue parte de Alemania (Prusia Oriental).